# Dubljani
Dubljani (cyr. Дубљани) – wieś w Bośni i Hercegowinie, w Republice Serbskiej, w mieście Trebinje. W 2013 roku liczyła 14 mieszkańców.